# Antonio Álvarez Solís
Antonio Álvarez Méndez, más conocido como Antonio Álvarez Solís (Madrid, 18 de julio de 1929-30 de marzo de 2020), fue un periodista español.

## Biografía
Aunque nació en Madrid, se consideraba de Mieres (Asturias). Estudió Derecho en Barcelona y Santiago de Compostela. Entre 1951 y 1960 fue secretario de Felipe Acedo Colunga, gobernador civil franquista de Barcelona. Inició su vida profesional como periodista en La Vanguardia de Barcelona, donde llegó a redactor-jefe a los veintisiete años, residiendo luego más de cuarenta años en Cataluña.
Más tarde fue director fundador de Interviú, y uno de los fundadores de Por favor, cuya tercera página firmó hasta la desaparición de la revista. Fundó y dirigió Economía Mediterránea y dos revistas de gastronomía y turismo. Como consejero editorial del Grupo Zeta, colaboró en la salida de El Periódico. Fue colaborador en las tertulias de Televisión Española, Radio Nacional de España, COPE, Onda Cero, Radio Miramar, Cadena SER, Euskal Telebista y Radio Euskadi durante varios años. Trabajó con María Teresa Campos, Luis del Olmo, Iñaki Gabilondo, Carlos Herrera y otros. En sus últimos años colaboraba como columnista en los diarios Gara y Deia.
Ideológicamente se le consideraba próximo a la izquierda. En 1986 encabezó la lista del Partit dels Comunistes de Catalunya al senado por la circunscripción de Barcelona, obteniendo 45 608 votos. En las elecciones municipales de 2011 cerró la lista al Ayuntamiento de Bilbao por la candidatura abertzale Bildu.
Falleció el 30 de marzo de 2020 a los noventa años de edad.